# Tani Bunchō

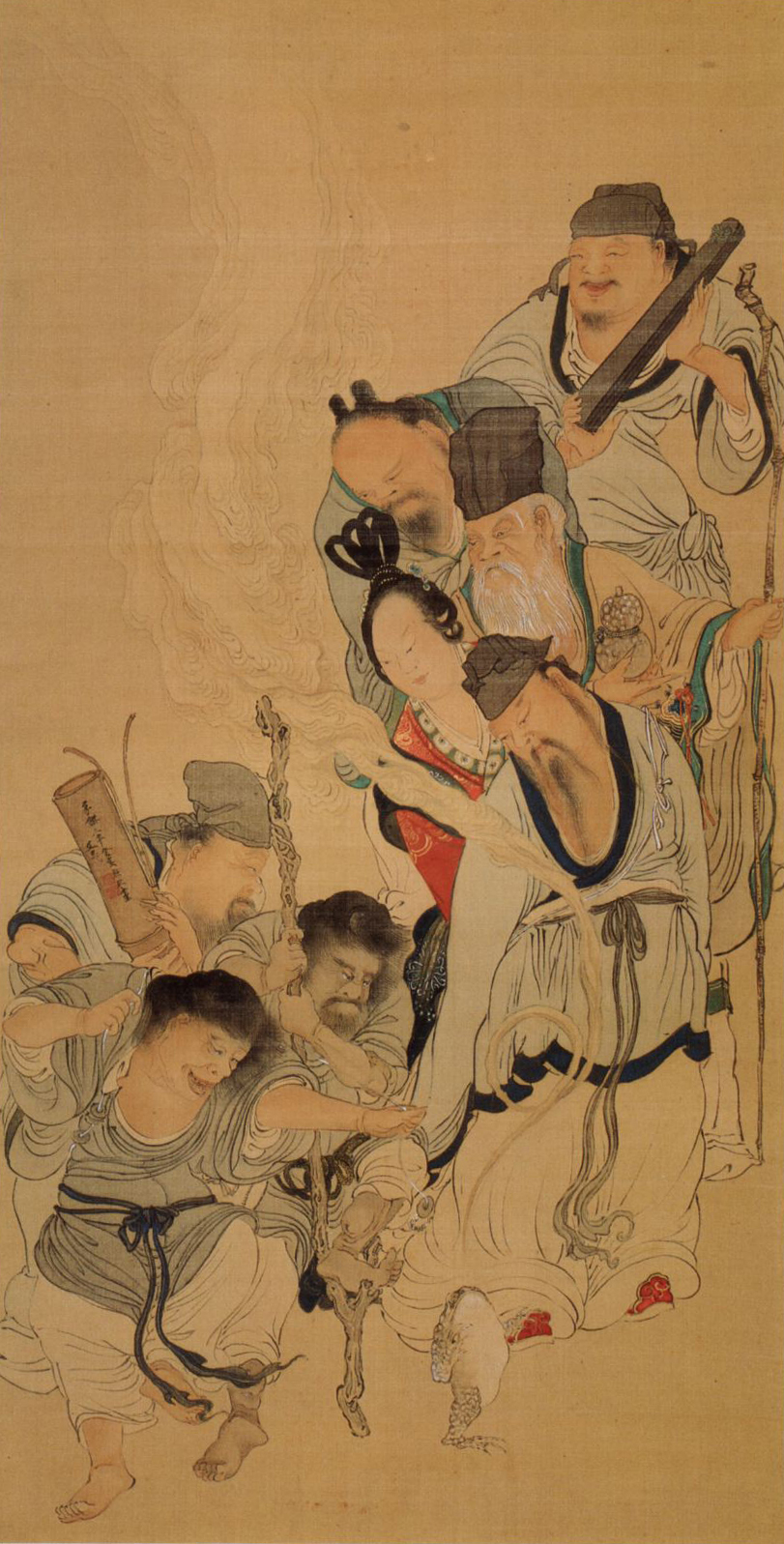
Tani Bunchō : Ocho inmortales.

Tani Bunchō (谷 文 晁) (1763 - 6 de enero de 1840) fue un pintor japonés que perteneció al movimiento Bunjinga,  literatos pintura japonesa y poetas. Más tarde se estableció en Edo (la actual Tokio), donde trabajó.
El Bunjinga, a veces también llamada Nanga, o "la pintura del Sur", es una pintura que se inspiró en gran medida por la pintura letrada china, pintura de paisaje y de tinta monocroma.
El padre de Tani Bunchō, Rokkoku, formaba parte de la casa de Tayasu, y era un poeta muy conocido. Tani  Bunchō fue patrocinado por Matsudaira Sadanobu, un hijo de la familia Tayasu que fue uno de los principales asesores de Shōgun a mediados del periodo Edo.
Tani Bunchō empezó pintando en el estilo oficial de Kanō, antes de inclinarse hacia el estilo Bunjinga y Nanga. Sin embargo mantuvo una actitud más bien ecléctica, incorporando otros estilos con el suyo propio (la pintura "del Norte" oficial, la pintura occidental, Yamato-e y la antigua pintura tradicional japonesa).
Tani Bunchō cuenta entre sus alumnos a Tachihara Kyosho y Watanabe Kazan.